# ニコイチ
ニコイチもしくはにこいちとは、複数の個体から1つの個体を構成（語源は2個から1個を作る）すること。
バーターとも呼ばれる事がある。
｢同型機種のジャンク品が複数あってそれぞれ違う場所が壊れている｣という状況下において、そのうちのいくつかを部品取りにして残ったいくつかの個体を再生する手法のこと。
または2個セットで販売する商業用語。
例文「一般的にはタイヤとホイールはニコイチだ。」

## 修理の手法として
例えば事故車や旧型車などの修理の際、同型車両や共通パーツを用いて正常な車両を組み上げることを指す。通常、このような整備は行われないが、旧型車やヴィンテージ車両のレストアに際し、修理パーツが高額であったり供給がされていないなどの事情（日産・シルエイティなど）から故障した同型車両や後続車両の共通パーツを用いて修理せざるを得ない場合に多用される。また、部品（や車体）は比較的新しいが事故などによりフレームが損壊した車両や再登録に必要な書類を紛失した車両などから、（やはりコスト面の関係で）例えばフレームは健在だがジャンク品となった車両（例：水没車）にエンジンや足回りを移植して再生を行うことも含まれる。
また創作物においても｢窮地に陥った際の最終手段｣として描写が行われることがあり、例えば『爆走兄弟レッツ&ゴー!!』シリーズにおいてはリタイアの窮地に追い込まれる中でのレース続行を目的としたニコイチ行為が通算3回見られた。
アメリカ空軍では、大破した2機のF-35から、1つの機体を作り上げた事例が存在する。

## その他の意味
特に自動車では、盗難車の追跡可能性を絶つため、他の車から取り外したナンバープレートや複数のナンバープレートをつなぎ合わせた偽装ナンバープレートを盗難車に取り付ける場合がある。その場合は車体番号と合わないため、接合車・ニコイチ車・ニコイチ車両などと呼ばれる。このような自動車は、多くの中古車オークション会場で出品が禁止されている。